# Contracultura

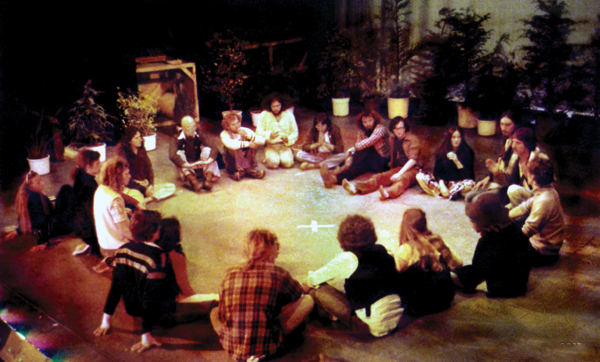
Um grupo de jovens hippies no festival de Nambassa

Contracultura é um movimento que teve seu auge na década de 1960, quando teve lugar um estilo de mobilização e contestação social e utilizando novos meios de comunicação em massa. Jovens inovando estilos, voltando-se mais para o antissocial aos olhos das famílias mais conservadoras, com um espírito mais liberal, resumido como uma cultura underground e alternativa ou cultura marginal, focada principalmente nas transformações da consciência, dos valores e do comportamento, na busca de outros espaços e novos canais de expressão para o indivíduo e pequenas realidades do cotidiano, embora o movimento Hippie, que representa esse auge, almejasse a transformação da sociedade como um todo na mudança de atitude e no protesto político.

## Definição
A contracultura pode ser definida como um ideário altercador que questiona valores centrais vigentes e instituídos na cultura ocidental. Justamente por causa disso, são pessoas que costumam se excluir socialmente e algumas que se negam a se adaptarem às visões aceitas pelo mundo. Com o vultoso crescimento dos meios de comunicação, a difusão de normas, valores, gostos e padrões de comportamento se libertavam das amarras tradicionais e locais,  como a religiosa e a familiar, ganhando uma dimensão mais universal e aproximando a juventude de todo o globo, de uma maior integração cultural e humana. Destarte, a contracultura desenvolveu-se na América Latina, Europa e principalmente nos EUA onde as pessoas buscavam valores novos.

## Histórico
Como ideário, muitos consideram o existencialismo de Sartre como o marco inicial da contracultura, já na década de 1940, com seu engajamento político, defesa da liberdade, seu pessimismo pós-guerra etc. Era um movimento filosófico mais restrito, anterior ao movimento basicamente artístico e comportamental da Beat Generation, que, por sua vez, resultaria em um movimento de massa, o movimento hippie.
Na década de 1950, surgiu, nos Estados Unidos, um dos primeiros movimentos da contracultura: a Beat Generation (Geração Beat). Os Beats eram jovens intelectuais, principalmente artistas e escritores, que contestavam o consumismo e o otimismo do pós-guerra americano, a histeria do anticomunismo e a falta de pensamento crítico.
Na década de 1960, o mundo conheceu o principal e mais influente movimento de contracultura já existente: o movimento hippie. Os hippies se opunham radicalmente aos valores culturais considerados importantes na sociedade: o trabalho, o patriotismo e nacionalismo, a ascensão social e até mesmo a "estética padrão". O principal marco histórico da cultura "hippie" foi o "Woodstock," um grande festival ocorrido no estado de Nova Iorque em 1969, que contou com a participação de artistas de diversos estilos musicais, como o folk, o rock'n'roll e o blues, todos esses de alguma forma ligados às críticas e à contestação do movimento.
A Contracultura foi também palco para a realização de grandes festivais de música, onde o rock, principalmente por meio de suas letras polêmicas funcionou como um meio de comunicação capaz de descrever boa parte dos anseios e revoltas contidas nos jovens da época. Era por meio da música e de seu ritmo eletrizante e de suas batidas fortes, que despertava na juventude os movimentos capazes de dizer muito mais que um milhão de palavras.
| “ | De um lado, o termo "contracultura" pode se referir ao conjunto de movimentos de rebelião da juventude [...] que marcaram os anos 60: o movimento hippie, a música rock, uma certa movimentação nas universidades, viagens de mochila, drogas e assim por diante. [...] Trata-se, então, de um fenômeno datado e situado historicamente e que, embora muito próximo de nós, já faz parte do passado. [...] De outro lado, o mesmo termo pode também se referir a alguma coisa mais geral, mais abstrata, um certo espírito, um certo modo de contestação, de enfrentamento diante da ordem vigente, de caráter profundamente radical e bastante estranho às forças mais tradicionais de oposição a esta mesma ordem dominante. Um tipo de crítica anárquica – esta parece ser a palavra-chave – que, de certa maneira, 'rompe com as regras do jogo' em termos de modo de se fazer oposição a uma determinada situação. [...] Uma contracultura, entendida assim, reaparece de tempos em tempos, em diferentes épocas e situações, e costuma ter um papel fortemente revigorador da crítica social. | ” |

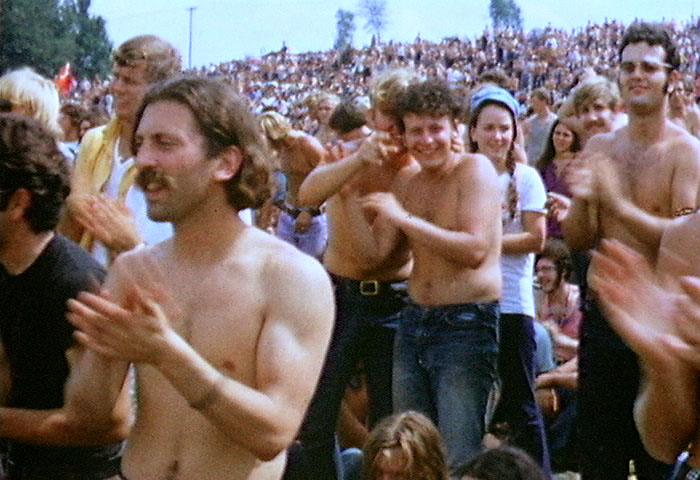
O Festival de Woodstock foi um marco da contracultura.

A partir de todos esses fatos, era difícil ignorar-se a contracultura como forma de contestação radical, pois rompia com praticamente todos os hábitos consagrados de pensamentos e comportamentos da cultura dominante, surgindo inicialmente na imprensa foi ganhando espaço no sentido de lançar rótulos ou modismos. É vital a importância dos meios de comunicação de massa para configurar a contracultura: "pela primeira vez, os sentimentos de rebeldia, insatisfação e busca que caracterizam o processo de transição para a maturidade encontram ressonância nos meios de comunicação" (Carvalho, 2002, p. 7). O que marcava a nova onda de protestos desta cultura que começava a tomar conta, principalmente, da sociedade americana era o seu caráter de não violência, por tudo que conseguiu expressar, por todo o envolvimento social que conseguiu provocar, é um fenômeno verdadeiramente cultural. Constituindo-se num dos principais veículos da nova cultura que explodia em pleno coração das sociedades industriais avançadas.
O discurso crítico que o movimento estudantil internacional elaborou ao longo dos anos 1960 visava não apenas as contradições da sociedade capitalista, mas também aquelas de uma sociedade industrial capitalista, tecnocrática, nas suas manifestações mais simples e corriqueiras. Neste período a contracultura teve seu lugar de importância, não apenas pelo poder de mobilização, mas principalmente, pela natureza de ideias que colocou em circulação, pelo modo como as veiculou e pelo espaço de intervenção crítica que abriu.
Por contracultura, segundo Pereira, podem-se entender duas representações até certo ponto diferentes, ainda que muito ligadas entre si: Finalmente, esta ruptura ideológica do establishment, a que se se convencionou chamar de contracultura, modificou inexoravelmente o modo de vida ocidental, seja na esfera social, com a gênese do Movimento pelos Direitos Civis; no âmbito musical, com o surgimento de gêneros musicais e organização de festivais; e na área política, como os infindos protestos desencadeados pela beligerância ianque. Pode-se citar ainda o movimento estudantil Maio de 68, ocorrido na França, além da Primavera de Praga, sucedida na Tchecoslováquia no mesmo ano. Pereira (1992) assevera que é difícil negar que a contracultura seja a última – pelo menos até agora - grande utopia radical de transformação social que se originou no Ocidente.
Pode-se ainda considerar muitos movimentos de massa ligados à ideia de rebelião como desenvolvimentos posteriores da contracultura, como, por exemplo, o movimento Punk. Este é visto, pelos próprios punks, como o fim do movimento Hippie. Coincidentemente ou não, a época áurea do Punk, meados dos 70's e a morte de John Lennon (1980), a qual popularizou a frase "O sonho acabou", são muito próximas. No entanto, o maior diferencial entre os punks e hippies, além do visual, é a crença na não violência gandhiana, propagada pelos hippies e negada pelos punks. Embora haja controvérsia nesta negação da não violência pelos punks, já que eles não apoiam, na totalidade de seu grupo, a violência física, mas sim uma violência contra os valores sociais através da agressividade visual (vestimentas e aparência), sonora (antimúsica) e ideológica. Ainda assim, há punks que acreditam na violência física contra grupos opostos como fascistas e nazistas. Além disso, os punks possuíam, no geral, uma maior consciência do sentido político de suas atitudes contestatórias.